# 사요 (고려)
사요(史繇)는 명나라의 문관이며 한국 성씨인 청주 사씨의 시조이다.
명나라의 개국공신이자 고위직을 맡고 있었지만, 명옥진의 반란에 가담했다는 혐의를 받고 장남의 사중과 함께 1372년 고려로 망명했다.